# Eustala conformans
Eustala conformans är en spindelart som beskrevs av Chamberlin 1925. Eustala conformans ingår i släktet Eustala och familjen hjulspindlar.
Artens utbredningsområde är Panama. Inga underarter finns listade i Catalogue of Life.